# Serieåret 1923

## Födda
- 4 januari – Chic Stone (död 2000), amerikansk serietecknare.
- 19 mars – Benito Jacovitti (död 1997), italiensk serietecknare.
- 22 april – Sol Brodsky (död 1984), amerikansk serieskapare.
- 7 juni – Henryk Chmielewski, polsk serietecknare.
- 29 juni – Gene Bilbrew (död 1974), amerikansk serietecknare och fetischkonstnär.
- 13 juli – Poul Ströyer (död 1996), svensk konstnär, karikatyrist och illustratör.
- 27 juli – Pat Boyette (död 2000), amerikansk serieskapare.
- 1 augusti – Dino Battaglia (död 1983), italiensk serietecknare.
- 10 augusti – Jean Graton (död 2021), fransk serietecknare, mest känd som skaparen av serien Michel Vaillant.
- 25 augusti – Edmond Kiraz, fransk serietecknare och illustratör.
- 3 september – Mort Walker (död 2018), amerikansk serietecknare, mest känd för Knasen.
- 15 oktober – Vince Colletta (död 1991), amerikansk serietecknare.
- 7 november – Dan Barry (död 1997), amerikansk serietecknare.
- 14 november – Alberto Giolitti (död 1993), italiensk serietecknare.
- 19 november – Mike Sekowsky (död 1989), amerikansk serietecknare.
- 22 november – Paul Cuvelier (död 1978), belgisk serieskapare.
- 1 december – Maurice de Bévère (Morris) (död 2001), belgisk serieskapare, mest känd som skaparen av Lucky Luke.
- 12 december – Morrie Turner, amerikansk serietecknare
- Okänt datum – John McLusky (död 2006), brittisk serietecknare, mest känd för James Bond.